# Ґрадзаново-Збенське
Ґрадзаново-Збенське (пол. Gradzanowo Zbęskie) — село в Польщі, у гміні Радзанув Млавського повіту Мазовецького воєводства.
Населення — 289 осіб (2011).
У 1975-1998 роках село належало до Цехановського воєводства.

## Демографія
Демографічна структура станом на 31 березня 2011 року:
|          | Загалом | Допрацездатний вік | Працездатний вік | Постпрацездатний вік |
| -------- | ------- | ------------------ | ---------------- | -------------------- |
| Чоловіки | 146     | 35                 | 93               | 18                   |
| Жінки    | 143     | 31                 | 76               | 36                   |
| Разом    | 289     | 66                 | 169              | 54                   |